# 11 Leonis Minoris
11 Leonis Minoris è una stella di classe spettrale G8-V, distante 36,5 anni luce dal Sistema solare. Si tratta di una stella binaria composta da una nana gialla simile al Sole e da un debole nana rossa.